# 新GONIN
『新GONIN』（しんゴニン）ならび『新GONIN2 極道番外地』（しんゴニン）は2000年に公開された、スタイリッシュバイオレンス・アクション映画作品。的場浩司主演。
キャスト・スタッフはパート1・パート2共に同じだが、『GONIN』『GONIN2』（石井隆脚本・監督作品）とは関連のない別シリーズであり、原作は村上和彦である。

## 登場人物（キャスト）
- 吉岡組組員 立花誠二： 的場浩司
- 鬼王会若頭補佐 鮫島五郎：宅麻伸
- 龍延明(麗華の兄、香港黒社会の幹部)：阿部寛
- 柴崎東伍(鮫島五郎の舎弟、龍麗華の恋人)：金子賢 ※友情出演
- 龍麗華(柴崎東伍の恋人)：上原さくら
- 鬼王会若頭 影浦大吉：原田大二郎
- 吉岡組若頭 宇田川良造：名高達男
- 張武徳：張凧華
- 吉岡慎太郎：八名信夫 ※友情出演
- 鬼王会会長 鬼塚軍治：山本昌平
- 嶋村猛：片桐竜次 ※友情出演
- 神埼辰夫(立花誠二の兄貴分)：小沢仁志 ※友情出演
- ナレーター：田中陽一郎

## スタッフ
- 監督：佐々木正人
- 製作：夏山昌一郎
- プロデューサー：阿部直木、岩清水昌弘
- 製作総指揮：夏山静香
- プロデューサー補：夏山牧子、山本芳久
- 企画：藤原裕之、山本芳裕
- 原作：村上和彦（『極道番外地』竹書房）
- 脚本：橋場千晶
- 撮影：河中金美
- 照明：岩崎豊
- 録音：佐藤幸哉

## ソフト
- 新GONIN 極道番外地（VHS：2000年12月21日 / DVD：2005年4月20日）
- 新GONIN2 極道番外地（VHS：2001年2月21日 / DVD：2005年4月20日）